# Sugarloaf Saw Mill (Kalifornija)
Sugarloaf Saw Mill je naseljeno područje za statističke svrhe u američkoj saveznoj državi Kalifornija. Prema popisu stanovništva iz 2010. u njemu je živjelo 18 stanovnika.